# Человек-паук: Лотос
«Человек-паук: Лотос» (англ. Spider-Man: Lotus) — американский независимый супергеройский драматичный фанатский фильм 2023 года, продюсера, режиссёра и соавтора сценария Гэвина Дж. Конопа. В фильме снимались Уорден Уэйн в роли Питера Паркера, Шон Томас Рид в роли Гарри Озборна и Мориа Бруклин в роли Мэри Джейн Уотсон.
Фильм не связан ни с проектами Marvel Studios, ни с проектами Sony Pictures и был профинансирован фанатами через кампанию Indiegogo. Трейлер появился в Твиттере, что помогло фильму привлечь внимание. Фильм начал привлекать внимание средств массовой информации в июне 2022 года после того, как в сеть просочились сообщения, в которых Коноп и Уэйн использовали дискриминационные выражения, что вызвало споры, которые широко освещались в средствах массовой информации.
«Человек-паук: Лотос» получил неоднозначные отзывы, одни хвалили визуальные эффекты, а другие были разочарованы непоследовательным темпом и игрой актёров фильма.

## Сюжет
После победы над новым суперзлодеем, называющим себя Шокером, Питер Паркер опаздывает на двойное свидание со своей девушкой Гвен Стейси и лучшими друзьями Гарри Озборном и Мэри Джейн Уотсон. После некоторых первоначальных трений из-за его частых отлучек Питер планирует сделать предложение Гвен во время запланированного отпуска на озере. Однако вскоре после этого появляется заклятый враг Питера, Зеленый гоблин, похищает Гвен и забирает ее бессознательное тело на вершину моста Джорджа Вашингтона. Человеку-пауку, не удается спасти Гвен, что приводит к финальной битве между ним и Гоблином, в результате которой последний погибает.
Некоторое время спустя Питер уходит с поста Человека-паука, обвиняя себя в том, что не смог спасти жизнь Гвен, и начинает закрываться от других. Преследуемый снами о ночи смерти Гвен, Питер сердито противостоит Мэри Джейн и Гарри за то, что они не переживают о смерти Гвен. Несмотря на то, что ей больно, Мэри Джейн неохотно отдает Питеру письмо, чтобы он передал его Человеку-пауку. В письме спрашивается, может ли Человек-паук навестить маленького ребенка по имени Тим Харрисон, прежде чем он умрет от неизлечимой болезни. Гарри, подавленный смертью своего отца и сожалеющий о натянутых отношениях, которые были между ними, покидает город и уходит в запой, прежде чем вернуться в Нью-Йорк, чтобы навестить могилу своего отца.
Питер прибывает в квартиру Харрисонов в образе Человека-паука, встречается и сближается с Тимом, который видит в Человеке-пауке героя, несмотря на то, что говорит о нем пресса. Однако, когда его спрашивают о том, что случилось с «девушкой на мосту», Питер убеждает Тима, что он не герой, утверждая, что его происхождение было несчастным случаем и что он стал Человеком-пауком только из-за эгоистичных желаний. Питер бросает Тима, но мать Тима убеждает Питера помириться с мальчиком, желая дать ему надежду в его последние дни. Питер извиняется и даже снимает маску перед Тимом, который узнает в Питере фотографа Человека-паука. Питер прощается с Тимом, призывая его оставаться сильным перед лицом страха.
Тем временем Мэри Джейн и Гарри начинают налаживать свои отношения, когда Питер появляется на кладбище, чтобы засвидетельствовать свое почтение на могиле Гвен. Вдалеке он также замечает могилу Тима, понимая, что, хотя он, возможно, и не «хочет» быть Человеком-пауком, он «должен» продолжать быть Человеком-пауком, чтобы вдохновлять других.

## Актёрский состав
| Актёр                | Роль                           |
| -------------------- | ------------------------------ |
| Уорден Уэйн          | Питер Паркер / Человек-паук    |
| Лэндон Коноп         | молодой Питер Паркер           |
| Шон Томас Рид        | Гарри Озборн                   |
| Мориа Бруклин        | Мэри Джейн Уотсон              |
| Туен Пауэлл          | Зелёный гоблин                 |
| Максвелл Фокс-Эндрюс | Тим Харрисон                   |
| Джон Саландрия       | Норман Озборн / Зелёный гоблин |
| Джек Вутен           | Флэш Томпсон                   |
| Мэрайя Фокс          | миссис Харрисон                |
| Джастин Харгроув     | Герман Шульц / Шокер           |
| Пол Логан            | Деннис Кэррадин грабитель      |

## История создания
16 января 2021 года независимый режиссёр Гэвин Дж. Коноп объявил о разработке будущего фильма про персонажа Человека-паука. Фильм был профинансирован фанатами через кампанию на Indiegogo, получив 112 000 долларов. По словам Конопа, он всегда мечтал снять фильм о Человеке-пауке. Фильм основан на двух комиксах: «Ребёнок, который коллекционирует Человека-паука» и «Человек-паук: Грусть».
Позже в том же году Коноп объявил основной актёрский состав фильма, а также его синопсис и главную тему. В том же году на его канал были загружены тизер и трейлер. Сценарий был закончен в мае 2021 года, производство началось в июне, а основные съёмки состоялись в августе. Съёмки проходили в Нью-Йорке.
В октябре 2021 года проект был признан Джоном Уоттсом, режиссёром фильмов про Человека-паука в Кинематографической вселенной Marvel, который заявил, что он на все «100%» поддерживает данный фильм.
Премьера «Лотоса» изначально должна была состояться в январе 2022 года.
В октябре 2022 года на YouTube был опубликован финальный трейлер фильма.
В июле 2023 года в социальных сетях Конопа была опубликована одна небольшая сцена из фильма «Человек-паук: Лотос», а позже была объявлена продолжительность фильма в 120 минут и назначена дата выхода. Фильм был выпущен на YouTube 11 августа 2023 года.

## Релиз
Премьера «Человека-паука: Лотос» состоялась в Лос-Анджелесе, Калифорнии 5 августа 2023 года. 10 августа того же года фильм был выпущен на YouTube.

## Споры
В июне 2022 года в сеть просочились сообщения, в которых главный актёр Уорден Уэйн использовал расовые, гомофобные и эйбистские оскорбления, что вызвало споры в Твиттере. В свете утечки сообщений Уэйн принёс извинения, сославшись на своё консервативное воспитание и заявляя, что он «будет надеяться и молиться, чтобы люди, смотрящие его, не судили его по [его] прошлому, а вместо этого воспринимали его таким, какой он есть: фильм об искуплении и выходе из тьмы». Позже в тот же день в сеть просочился сценарий «Лотоса».
Вскоре после этого были обнаружены аналогичные сообщения, в которых режиссёр Гэвин Дж. Коноп использовал расистские и эйблистские оскорбления. Он отреагировал на это, выпустив на YouTube видео под названием «Адресация всего», в котором он заявил, что некоторые из просочившихся сообщений были фальшивыми, при этом взяв на себя ответственность за другие, заявив, что они были опубликованы, когда он был подростком, и пообещав, что он больше не использует такие слова.
Из-за инцидента многие художники визуальных эффектов покинули проект. Актёрский состав осудила поддержку проекта Мориа Бруклин, хотя она решила вернуться к продвижению фильма в июле 2023 года, заявив, что она благодарна за дружбу, которую она завела во время работы над проектом, и что ни Коноп, ни Уэйн никогда не доставляли ей дискомфорта на съемочной площадке.

## См.также
- Бэтмен Дракула[англ.]
- Фан-фильм
- Ночь, когда умерла Гвен Стейси
- Ребёнок, который коллекционирует Человека-паука
- Человек-паук: Грусть
- Вива Человек-Паук[англ.]